# Léon Émery
Léon Émery (1898-1981) est enseignant et un militant pacifiste puis collaborationniste français.

## Biographie
Professeur à l'école normale de Lyon à partir de 1925, il est membre du Syndicat national des instituteurs, affilié à la Confédération générale du travail (réformiste). De gauche, il dénonce en 1934 la menace fasciste et s'engage au Front commun de Gaston Bergery et au Comité de vigilance des intellectuels antifascistes (CVIA). Comme Bergery, il milite aussi à la Ligue des droits de l’homme (LDH), dont il occupe la présidence de la section de Lyon et de la fédération rhodanienne de juin 1933 à 1939, et à la LICA; il est membre du comité de Lyon de cette association en 1936.
Durant l'entre-deux-guerres, il collabore à plusieurs revues, notamment L’École libératrice, Europe, La Flèche (périodique de Front commun) et la Voix de la paix. Il anime à Lyon avec un groupe d'amis les Feuilles libres de la quinzaine, d'octobre 1935 à novembre 1939, revue qu'il a cofondée avec Michel Alexandre, autre pacifiste intégral,.
Plus sensible à la défense de la paix qu'au combat contre le fascisme, il est l'un des représentants du courant du pacifisme intégral, rétif à toute guerre, y compris contre l'Allemagne nazie. Un pacifisme auquel vient se mêler un anticommunisme certain. Membre du comité central de la LDH (1934-37), il en démissionne en 1937 avec ses amis pacifistes (Bergery et Félicien Challaye notamment), au nom de la défense de la paix et par opposition aux prises de position de la Ligue au sujet des Procès de Moscou — qu'Emery dénonce — et de la question de l'intervention en Espagne durant la Guerre d'Espagne, qu'Emery refuse. Il quitte la LDH en 1939, entrainant la disparition de sa fédération du Rhône, qui se reconstitue sous la présidence d'André Philip. Au lendemain de la déclaration de guerre en septembre 1939, il cosigne un tract pacifiste rédigé par Louis Lecoin exigeant une paix immédiate. Contrairement à d'autres signataires tel Marcel Déat, il reconnaît l'avoir signé alors qu'il est poursuivi par la justice.
Pendant la guerre, cet anticommuniste est favorable à la victoire allemande pour « sauver l’Europe de l’impérialisme russe ». Il adhère au Rassemblement national populaire (RNP), le parti collaborationniste de Marcel Déat, qui fut un pacifiste de gauche comme lui avant guerre. Il appuie l'Union de l'enseignement, l'association des enseignants du RNP fondée en 1942, et tient des conférences sous l'égide du RNP, affirmant qu'une guerre d'usure profiterait au « bolchevisme ». Il connait bien le no 2 du RNP Georges Albertini : ce dernier a connu Emery et son épouse à la CGT et au CVIA au milieu des années 1930 et il collabora aux Feuilles libres de la quinzaine. Émery collabore en 1944 à l'hebdomadaire de la gauche collaborationniste Germinal.
Doctrinaire de la Révolution nationale qu’il est soucieux de promouvoir auprès de Pétain, ses propositions collaborationnistes pour une union occidentale resteront lettre morte face au poids politique des maurassiens[citation nécessaire]. Il assure cependant la formation idéologique d'instituteurs sous l'égide des Amis du Maréchal, à l’École d’Allevard en 1942-1943. Il est aussi conférencier à l'École des cadres de la Légion française des combattants d'Allevard.
Cependant, il ne s’en prend pas aux Juifs et sauve un ami juif de la déportation, Michel Alexandre. Le collaborationniste Dominique Sordet, patron de l'agence de presse Inter-France qui publie en 1943 son livre sur la Troisième République, lui reproche d'ignorer la question juive.
À la Libération, il est interné à la prison Saint-Paul de Lyon. Il est condamné en novembre 1945 à Lyon à cinq ans de prison — mais il est libéré en 1946 en raison de mauvaise santé.
Il réside à Nîmes à partir de 1947 avec son épouse qui a obtenu un poste d'enseignante dans un lycée de cette ville. Devenu presque aveugle à partir de 1943, il a besoin de l'appui de son épouse Marie-Thérèse et d'amis pour continuer à publier ses livres et ses brochures.
D'octobre 1951 à 1979, il publie à Lyon une revue bimestrielle « d’information et de culture » qu’il rédige seul, les Cahiers libres, aidé pour l'intendance par son épouse et quelques amis qui ont fondé l'Association « Les Amis des Cahiers Libres », dissoute en octobre 1981,. 154 brochures ont été publiées de 1951 à 1979, portant sur des questions littéraires, philosophiques (spiritualisme et hostilité au marxisme) ou politiques. Son rayonnement a été modeste : 300 à 400 abonnés (d'anciens amis d'Emery, des enseignants, quelques personnalités, quelques universités étrangères) avec une diminution au fil des ans.
Il collabore parallèlement aux revues anticommunistes de ses amis Georges Albertini et Claude Harmel — anciens pacifistes et anciens du RNP —, notamment Est § Ouest, et à celle de l'Institut d'histoire sociale de Boris Souvarine, Le Contrat social (1957-1968), tout aussi anticommuniste. Avec 32 articles publiés, il est le deuxième plus gros contributeur de cette revue, derrière Souvarine. Ses articles portent sur des questions d’ordre philosophique, politique ou spirituel.
Il a été invité à donner des conférences dans d'autres cercles anticommunistes, tel le Centre d'études politiques et civiques à Paris, en 1957.
Il se convertit à la religion catholique à la fin de sa vie. Son épouse meurt en mars 1978. Malade, il meurt en 1981 à l'hospice de Carpentras.

## Œuvres
- L’Occident en péril, Lyon, 1943, SRELFC
- La Troisième République, 1943, Éditions du centre d'études de l'Agence de presse Inter-France, avant propos de Dominique Sordet, 212 p.
- Balzac en sa création, Les Cahiers Libres, Lyon, 1952
- Joseph Malègue romancier inactuel, Les Cahiers Libres, Lyon, 1962
- De Pétain à Giscard, trente-cinq ans d'histoire politique, Paris, éditions Albatros, 1975
- Trois romanciers : Joseph Malègue, Thomas Mann, Soljenitsyne, Les Cahiers libres, Lyon, 1973
- Étapes et rencontres, À travers les tumultes d'un siècle, Les Cahiers Libres, Lyon, 1976
- Correspondance I, Carpentras, ODICE, 1982